# Nandopsis vombergae
Nandopsis vombergae és una espècie de peix de la família dels cíclids i de l'ordre dels perciformes.

## Morfologia
- Els mascles poden assolir 21,5 cm de longitud total.[4][5]

## Hàbitat
És una espècie de clima tropical entre 24 °C-27 °C de temperatura.

## Distribució geogràfica
Es troba a Amèrica: Haití i la República Dominicana.